# Portada/efemèride febrer 17
Selina Chönz
« 16 de febrer · 17 de febrer · 18 de febrer »